# Conger oligoporus
Conger oligoporus és una espècie de peix pertanyent a la família dels còngrids.

## Hàbitat
És un peix marí, associat als esculls i de clima tropical que viu entre 2 i 507 m de fondària.

## Distribució geogràfica
Es troba al Pacífic oriental central (les illes Hawaii) i el Pacífic occidental central (Guam).

## Costums
És bentònic.

## Observacions
És inofensiu per als humans.